# Wellesley-Inseln
Die Wellesley-Inseln (engl. Wellesley Islands) sind eine im Golf von Carpentaria vor der Nordküste des australischen Bundesstaates Queensland gelegene Inselgruppe.
Auf der größten der – je nach Zählweise 22 bis 30 – Inseln, Mornington Island, liegt die Stadt Gununa. Von Australiern europäischer Abstammung ständig bewohnt ist ansonsten lediglich Sweers Island.

## Geografie
| Name                       | Geokoordinate                 | Unter- gruppe          | Einwohner  | Fläche km² |
| -------------------------- | ----------------------------- | ---------------------- | ---------- | ---------- |
| Albinia Island             | 17° 04′ 20″ S, 139° 22′ 38″ O | South Wellesley-Inseln | unbewohnt  | 0,87       |
| Allen Island               | 17° 02′ 00″ S, 139° 14′ 00″ O | South Wellesley-Inseln | unbewohnt  | 10         |
| Andrew Island              | 16° 45′ 35″ S, 139° 08′ 37″ O |                        | unbewohnt  | 0,63       |
| Bayley Island              | 16° 53′ 34″ S, 139° 04′ 00″ O |                        | unbewohnt  | 2,5        |
| Beahgoo Island             | 16° 40′ 00″ S, 139° 27′ 22″ O |                        | unbewohnt  | 0,17       |
| Bentinck Island            | 17° 03′ 00″ S, 139° 30′ 00″ O | South Wellesley-Inseln | 40         | 140        |
| Bessie Island              | 17° 00′ 16″ S, 139° 22′ 20″ O | South Wellesley-Inseln | unbewohnt  | 0,18       |
| Denham Island              | 16° 43′ 00″ S, 139° 10′ 00″ O |                        | unbewohnt  | 30         |
| Douglas Island             | 16° 57′ 17″ S, 139° 21′ 49″ O | South Wellesley-Inseln | unbewohnt  | 0,12       |
| Forsyth Island             | 16° 49′ 00″ S, 139° 07′ 00″ O |                        | unbewohnt  | 18         |
| Fowler Island              | 17° 07′ 17″ S, 139° 33′ 14″ O | South Wellesley-Inseln | unbewohnt  | 0,89       |
| Horseshoe Island           | 16° 59′ 35″ S, 139° 16′ 08″ O | South Wellesley-Inseln | unbewohnt  | 1,7        |
| Lingnoonganee (Wallaby) I. | 16° 28′ 39″ S, 139° 43′ 11″ O |                        | unbewohnt  | 12         |
| Little Allen Island        | 16° 59′ 34″ S, 139° 11′ 58″ O |                        | unbewohnt  | 0,15       |
| Manowar Island             | 16° 13′ 50″ S, 139° 15′ 13″ O |                        | unbewohnt  | 0,04       |
| Margaret Island            | 17° 01′ 39″ S, 139° 22′ 55″ O | South Wellesley-Inseln | unbewohnt  | 0,08       |
| Moondalbee Island          | 16° 26′ 23″ S, 139° 46′ 20″ O |                        | unbewohnt  | 0,01       |
| Mornington Island          | 16° 30′ 00″ S, 139° 30′ 00″ O |                        | 1.130      | 1.002      |
| North Bountiful Island     | 16° 39′ 36″ S, 139° 52′ 11″ O | Bountiful Islands      | unbewohnt  | 4,5        |
| Pains Island               | 16° 52′ 10″ S, 139° 03′ 45″ O |                        | unbewohnt  | 1          |
| Pisonia Island             | 16° 29′ 30″ S, 139° 48′ 27″ O |                        | unbewohnt  | 0,58       |
| Rocky Island               | 16° 16′ 11″ S, 139° 16′ 33″ O |                        | unbewohnt  | 0,51       |
| South Bountiful Island     | 16° 42′ 00″ S, 139° 50′ 00″ O | Bountiful Islands      | unbewohnt  | 0,078      |
| Sweers Island              | 17° 06′ 00″ S, 139° 37′ 00″ O | South Wellesley-Inseln | 4          | 11         |
| Sydney Island              | 16° 41′ 23″ S, 139° 27′ 33″ O |                        | unbewohnt? | 10,46      |
| Tulburrerr Island          | 16° 44′ 44″ S, 139° 17′ 18″ O |                        | unbewohnt  | 0,04       |

## Geschichte
Etwa 16.000 Jahre vor Christus lag der Meeresspiegel noch 140 Meter niedriger; der Golf von Carpentaria war damals noch ein See. Das ansteigende Meer führte dann etwa 5000 Jahre vor Christus zur Bildung der Wellesley-Inseln.
Seit mehreren Jahrtausenden leben Menschen als Jäger und Sammler auf den Wellesley-Inseln. Vor Ankunft der Europäer lebte der Stamm der Lardil vornehmlich auf Mornington Island, die Yangkaal auf Forsyth Island, die Kaiadilt auf den South Wellesley-Inseln und die Ganggalita auf dem benachbarten Festland. Die verschiedenen Stämme werden aufgrund ähnlicher Sprachen zur Gruppe der Tangkic zusammengefasst.
Der erste Europäer, der den Archipel sichtete, war im Jahre 1644 der niederländische Entdecker Abel Tasman. In den Jahren 1802/03 wurden die Inseln durch den britischen Seefahrer Matthew Flinders kartographiert und zu Ehren des damaligen Generalgouverneurs von Indien, Richard Wellesley, 1. Marquess Wellesley benannt. Dieser war der ältere Bruder des bekannten britischen Militärs Arthur Wellesley, 1. Duke of Wellington. Flinders verbrachte fast zwei Wochen auf Sweers Island, um sein Schiff Investigator instand zu setzen. Ein Baum, in den er den Namen des Schiffes ritzte, befindet sich seit 1888 in einem Museum in Brisbane.
Im Jahr 1866 wurde auf Sweers Island die Siedlung Carnarvon errichtet, um der Bevölkerung Burketowns Zuflucht zu bieten. In Burketown wütete zu dieser Zeit die als Gulf Fever bezeichnete Seuche. Um 1872 wurde Carnarvon wieder aufgegeben.
Nachdem im Jahr 1914 christliche Missionare Mornington Island erreichten, begann sich die Siedlung Gununa zu entwickeln. Die Ureinwohner der Stämme Lardil und Yangkal wurden dort angesiedelt; später, in den 1940er Jahren, kamen auch die Mitglieder des Stammes der Kaiadilt von den South Wellesley-Inseln hinzu. Die letzten verließen Bentinck Island nach einem Sturm im Jahr 1948. Damit hatte auch der letzte Stamm der im Küstenbereich ansässigen australischen Ureinwohner die traditionelle Lebensweise aufgegeben. Seit den 1980er Jahren gibt es aber Bestrebungen vor allem ihrer Nachfahren, zu den ursprünglichen Siedlungsgebieten zurückzukehren. Auf Bentinck Island leben inzwischen wieder 40 bis 50 Menschen.

## Umwelt
Da nur wenige der Inseln ständig bewohnt sind, ist die Umwelt weitgehend intakt. Auf Rocky Island wurde in den 1920er Jahren Guano abgebaut. Seit dieser Zeit leben Ratten auf der Insel. Sweers Island wurde in der Vergangenheit durch Besiedlung, Beweidung und das Einführen der Aga-Kröte der größte Schaden zugefügt.

### Fauna

#### Säugetiere
Die Gewässer um die Wellesley-Inseln sind die Heimat einer großen Anzahl von Dugongs. Auch Irawadidelfine und Chinesische Weiße Delfine sind hier zu finden.

#### Vögel
Die Wellesley-Inseln sind ein bedeutender Rastplatz für Zugvögel. Die weltgrößte Kolonie von Eilseeschwalben gibt es auf North Bountiful Island. Auf den Inseln Rocky Island und Manowar Island ist insgesamt die größte Kolonie an Weißbauchtölpeln Ostaustraliens zu finden, 60 Prozent des australischen Bestandes an Arielfregattvögeln bietet Manowar Island auf, und die auf der Nordhalbkugel bedrohte Rosenseeschwalbe nistet zahlreich auf South Bountiful Island.

#### Reptilien
Einige der Wellesley-Inseln, insbesondere North Bountiful Island, South Bountiful Island, Pisonia Island und Rocky Island dienen der Suppenschildkröte als Niststrand. Die Wallriffschildkröte nistet zahlreich auf den Inseln North Bountiful Island, South Bountiful Island und Pisonia Island und auf den größeren Inseln des Archipels wurde die Oliv-Bastardschildkröte gesichtet.

#### Fische
Die Wellesley-Inseln sind in Australien der einzige Ort, an dem der Schmalzahn-Sägerochen und der Graue Scharfnasenhai anzutreffen sind.

## Wirtschaft
Die wirtschaftliche Aktivität ist sehr schwach ausgeprägt; die Arbeitslosigkeit ist daher hoch. Auf Mornington Island werden kunsthandwerkliche Gegenstände für den Verkauf auf dem Festland produziert.

### Tourismus
Tourismus spielt für die Gesamtheit des Archipels keine größere Rolle. Es gibt lediglich zwei kommerzielle Anbieter von Unterkunft und Verpflegung, einer auf Mornington Island, ein anderer auf Sweers Island. Hobbyfischer sind die Hauptzielgruppe. Zum Betreten von Mornington Island wird ansonsten eine Erlaubnis benötigt.